# Blekan
Blekan är ett bostadsområde och stadsdel beläget söder om Ronneby centrum och sträcker sig längs den södra stranden av Ronnebyån  ut till Brunnsparken. Området är utpekat som bevarandevärt och kulturhistoriskt intressant ur ett arkitektoniskt perspektiv och skyddas enligt områdesbestämmelser av Ronneby kommun. Stadsdelen ingår också i ett riksintresseområde för kulturmiljövården som omfattar Ronneby brunn, Blekan och Karön. Stadsdelen ligger på en åsrygg som löper parallellt med Ronnebyån och består av tre bergknallar med Glasbacken i norr, Södra Blekan i söder och Ekholzka backen där emellan. Arkitekturens karaktär kommer sig av de ambitioner pensionatsrörelserna hade att hysa kurgästerna på Ronneby brunn i särskilda villor. Huvudsakligen byggda från 1870-talet fram till sekelskiftet. En teori om uppkomsten av områdets namn "blekan" är att området tidigare använts för att solbeka linnetyger.